# Cerro de Punta
Der Cerro de Punta ist mit 1338 m der höchste Berg im US-amerikanischen Außengebiet Puerto Rico. Er ist Teil der Gebirgskette Cordillera Central. Der Berg liegt auf dem Gebiet der Gemeinde Ponce.